# Jacques Dixmier
Jacques Dixmier (Saint-Étienne, 1924) é um matemático francês.
Trabalhou com álgebra de operadores, e escreveu diversos livros texto sobre o assunto, tendo introduzido o traço de Dixmier. Obteve o Ph.D. em 1949 na Universidade de Paris. 

## Publicações
- J. Dixmier, C*-algebras. Translated from the French by Francis Jellett. North-Holland Mathematical Library, Vol. 15. North-Holland Publishing Co., Amsterdam-New York-Oxford, 1977. xiii+492 pp. ISBN 0-7204-0762-1

A translation of Les C*-algèbres et leurs représentations, Gauthier-Villars, 1969.
- Dixmier, Jacques (1996) [1974], Enveloping algebras, ISBN 978-0-8218-0560-2, Graduate Studies in Mathematics, 11, Providence, R.I.: American Mathematical Society, MR 0498740

A translation of Algèbres enveloppantes, Cahiers Scientifiques, Fasc. XXXVII. Gauthier-Villars Éditeur, Paris-Brussels-Montreal, Que., 1974. ii+349 pp.
- J. Dixmier, von Neumann algebras, Translated from the second French edition by F. Jellett. North-Holland Mathematical Library, 27. North-Holland Publishing Co., Amsterdam-New York, 1981. xxxviii+437 pp. ISBN 0-444-86308-7

A translation of Les algèbres d'opérateurs dans l'espace hilbertien: algèbres de von Neumann, Gauthier-Villars (1957), the first book about von Neumann algebras.